# Алибеков, Авез Махмуд оглы
Авез Махмуд оглы Алибеков (22 марта 1895 — 24 декабря 1978) — командир эскадрона, участник Первой мировой, Гражданской и Великой Отечественной войн.

## Биография
Авез Махмуд оглы Алибеков родился в 1895 году в с. Мердинли Джебраильского уезда Елизаветпольской губернии. В 1914 году призван по мобилизации в царскую армию, до 1917 года участвовал в Первой мировой войне, дослужился до звания подпоручика.
Во время Первой мировой войны сражался в составе мусульманской «Дикой дивизии» на Австрийском фронте. Кавалер четырёх Георгиевских крестов. Во время Гражданской войны был командиром эскадрона, полка, бригады в составе Первой Конной армии. Воевал под Ростовом, на Кубани, под Царицыном и на Северном Кавказе.
В феврале 1918 года пошёл добровольцем в Красную Армию.
В Великую Отечественную войну в должности командира эскадрона воевал на Кавказе, Кубани и Украине. Войну закончил в Польше, после полученного тяжёлого ранения.
Авез Алибеков награждён орденом Ленина и медалями.

## Награды
- орден Ленина